# لويس رونان شيسي
لويس رونان شيسي (بالفرنسية: Louis-Ronan Choisy)‏ (و. 1977 – م) هو مغني، وممثل من فرنسا. ولد في باريس.

## وصلات خارجية
- لويس رونان شيسي على موقع IMDb (الإنجليزية)
- لويس رونان شيسي على موقع ألو سيني (الفرنسية)
- لويس رونان شيسي على موقع ميوزك برينز (الإنجليزية)
- لويس رونان شيسي على موقع أول موفي (الإنجليزية)
- لويس رونان شيسي على موقع ديسكوغز (الإنجليزية)
- لويس رونان شيسي على موقع ديسكوغز (الإنجليزية)
- لويس رونان شيسي على موقع قاعدة بيانات الفيلم (الإنجليزية)
- لويس رونان شيسي على موقع كينوبويسك (الروسية)